# Danny Pickett
Danny Pickett egy fiktív szereplő a Lost – Eltűntek c. sorozatból.
Először akkor jelenik meg, amikor Michael Walt keresése közben meglátja az éppen vizelő Danny-t. Michael fegyvert szegez rá. Danny eltereli a figyelmét, míg Tom hátulról nekitámad.
Később, amikor a túlélők szembetalálkoznak a dzsungelben Tommal, ő vezeti elő a foglyul ejtett Kate-et, mivel Alex vonakodik megtenni. Visszatérvén a táborukba, Danny vérmintát vesz Michaeltől. 
Ő is ott van a mólónál, amikor Michael eléjük vezeti társait. Amikor Sawyer gúnyolódni kezd Tommal, Danny gyomorszájon rúgja. Később, ő felügyel Kate-re és Sawyerre a kőfejtőnél. 
Kiderül, hogy ő Colleen férje. Colleen súlyosan megsérül a vitorlás megszerzésekor. Danny szörnyülködve követi figyelemmel, ahogy Juliet és Jack az életéért küzdenek. Miután Colleen meghal, Danny Sawyeren áll bosszút a történtekért. Addig veri őt, amíg Kate ki nem jelenti: szereti őt.
Miközben Jack Benjamint műti, elhatározza, hogy megöli Sawyert. Kirángatja a ketrecéből, majd fegyvert szegez a fejéhez. Ám kénytelen elengedni őt, mivel Jack Benjamin halálával fenyegetőzik.